# 지정 (연호)
지정(至正, 1341년 ~ 1370년)은 원나라 혜종(惠宗) 토곤테무르 우카가투 칸의 세번째 연호이다. 30년 가량 사용하였다. 원나라가 명나라의 북벌로 인하여 대도(大都)가 함락되고 몽골 초원으로 수도를 옮길 때도 사용되었다. 아유르시리다르 빌레그트 칸(소종)이 즉위 한 후에 선광(宣光)으로 개원할 때까지 이 연호를 사용하였다.

## 개원
- 지원(至元) 7년 1월 1일[1](율리우스력 1341년 1월 18일)에 연호를 지정(至正)으로 개원함.[2][3][4][5]

- 지정(至正) 30년 5월 16일[6](율리우스력 1370년 6월 10일)에 연호를 선광(宣光)으로 정하고, 다음 해 1월 1일[7](율리우스력 1371년 1월 17일)에 개원함.[8][5]

## 연대 대조표
| 지정 | 서기(西紀) | 간지(干支) |                 |
| 원년 | 1341년     | 신사(辛巳) |                 |
| 2년  | 1342년     | 임오(壬午) |                 |
| 3년  | 1343년     | 계미(癸未) |                 |
| 4년  | 1344년     | 갑신(甲申) |                 |
| 5년  | 1345년     | 을유(乙酉) |                 |
| 6년  | 1346년     | 병술(丙戌) |                 |
| 7년  | 1347년     | 정해(丁亥) |                 |
| 8년  | 1348년     | 무자(戊子) |                 |
| 9년  | 1349년     | 기축(己丑) |                 |
| 10년 | 1350년     | 경인(庚寅) |                 |
| 지정 | 서기(西紀) | 간지(干支) |                 |
| 11년 | 1351년     | 신묘(辛卯) |                 |
| 12년 | 1352년     | 임진(壬辰) |                 |
| 13년 | 1353년     | 계사(癸巳) |                 |
| 14년 | 1354년     | 갑오(甲午) |                 |
| 15년 | 1355년     | 을미(乙未) |                 |
| 16년 | 1356년     | 병신(丙申) |                 |
| 17년 | 1357년     | 정유(丁酉) |                 |
| 18년 | 1358년     | 무술(戊戌) |                 |
| 19년 | 1359년     | 기해(己亥) |                 |
| 20년 | 1360년     | 경자(庚子) |                 |
| 지정 | 서기(西紀) | 간지(干支) | 명나라 연호     |
| 21년 | 1361년     | 신축(辛丑) | …               |
| 22년 | 1362년     | 임인(壬寅) | …               |
| 23년 | 1363년     | 계묘(癸卯) | …               |
| 24년 | 1364년     | 갑진(甲辰) | …               |
| 25년 | 1365년     | 을사(乙巳) | …               |
| 26년 | 1366년     | 병오(丙午) | …               |
| 27년 | 1367년     | 정미(丁未) | …               |
| 28년 | 1368년     | 무신(戊申) | 홍무(洪武) 원년 |
| 29년 | 1369년     | 기유(己酉) | 홍무 2년        |
| 30년 | 1370년     | 경술(丙戌) | 홍무 3년        |

## 동시대 연호

### 중국
서송(徐宋)
- 치평(治平) (1351년 ~ 1355년)
- 태평(太平) (1356년 ~ 1358년)
- 천계(天啓) (1358년 ~ 1359년)
- 천정(天定) (1359년 ~ 1360년)

한송(韓宋)
- 용봉(龍鳳) (1355년 ~ 1366년)

진한(陳漢)
- 대의(大義) (1360년)
- 대정(大定) (1361년 ~ 1363년)
- 덕수(德壽) (1363년 ~ 1364년)

명하(明夏)
- 천통(天統) (1363년 ~ 1366년)
- 개희(開熙) (1367년 ~ 1371년)

대명(大明)
- 홍무(洪武) (1368년 ~ 1398년)

기타
- 장사성(張士誠) 천우(天祐) (1354년 ~ 1357년)

### 베트남
- 카이흐우(開佑) (1329년 ~ 1341년)
- 티에우퐁(紹豊) (1341년 ~ 1357년)
- 다이찌(大治) (1358년 ~ 1369년)
- 다이딘(大定) (1369년 ~ 1370년)
- 티에우카인(紹慶) (1370년 ~ 1372년)

### 일본
남조(南朝)
- 고코쿠(興國) (1340년 ~ 1346년)
- 쇼헤이(正平) (1346년 ~ 1370년)
- 겐토쿠(建德) (1370년 ~ 1372년)

북조(北朝)
- 랴쿠오(曆應) (1338년 ~ 1342년)
- 고에이(康永) (1342년 ~ 1345년)
- 조와(貞和) (1345년 ~ 1350년)
- 간노(觀應) (1350년 ~ 1352년)
- 분나(文和) (1352년 ~ 1356년)
- 엔분(延文) (1356년 ~ 1361년)
- 고안(康安) (1361년 ~ 1362년)
- 조지(貞治) (1362년 ~ 1368년)
- 오안(應安) (1368년 ~ 1375년)

## 같이 보기
- 중국의 연호